# ブックオフコーポレーション
ブックオフコーポレーション株式会社（英: Bookoff Corporation Limited）は、中古本・中古家電販売のチェーン「ブックオフ」（BOOK OFF）を展開する企業。本社は神奈川県相模原市南区。
本項ではグループ各社を統括する持株会社であるブックオフグループホールディングス株式会社（英: BOOKOFF GROUP HOLDINGS LIMITED）についても記述する。

## 概要
坂本孝により創業された。それまでの古本屋の形をうち破り、「新古書店」と呼ばれる新しい古本屋の形態を作り上げた。店内はコンビニエンスストアの様な照明にし、店舗面積を広めにとり、さらに商品の臭いを抜くための対策を施し、古本業界ではタブーであった立ち読みも可能にした。これが受け入れられ、チェーン店が全国へ広がった。
系列店「BOOKOFF SUPER BAZAAR」の中には、楽器や幼児用遊具、果てはジッポや洋酒を取り扱っている店舗まである。
2007年に不正売上とリベートの受取りの責任を取って、当時の坂本孝会長が辞任。2007年頃から中古市場の縮小に伴い旗艦店であった原宿店や本社周辺など全国的に閉店が相次ぎ、2016年3月期には営業利益が赤字に陥るなどした。閉店を加速させると同時に設立当初は参入に消極的であったブックオフオンラインなどのウェブ店舗を積極的に展開することや、ヤフーとの資本業務提携（2018年に解消）などの方針転換が行われている。また、2015年からは友好関係にあったハードオフとのフランチャイズ契約を解除し、家電リユース業にも参入している。2018年10月1日付で純粋持株会社 ブックオフグループホールディングスを設立し、持株会社体制へ移行した。

## コーポレートアイデンティティ
マスコットキャラクターは「よむよむ君」。長らく清水國明をイメージキャラクターとして起用していた。これは清水の実姉である橋本真由美が当時常務取締役であったことが縁で起用された。橋本は2006年6月24日付でブックオフの社長に就任、2018年に取締役相談役辞任。パートタイマー出身者が東証一部上場企業の経営トップに就くのは、非常に珍しいことであるとして、脚光を浴びた。「お売りください」というキャッチコピーを使い、マーケティングが成功した功績があったためと言われている。
その後、「捨てない人のブックオフ」をキャッチコピーにポスター広告やテレビCMを展開、2012年7月21日〜31日まで放映された「ケータイ売るのもブックオフ」のCMで清水の起用を復活している。
現在は「よむよむ君」と新たにその家族（「かうかう君」「うるうるちゃん」）をゆるキャラに見立て、「ゆる〜くいこうぜ、休日ブックオフ」をキャッチコピーにCM展開している。
2019年には寺田心を広告に起用。ブックオフが本以外も扱っていることをPRしたもので、テレビCMにおける「ブックオフなのに本ねぇじゃん！」の台詞がSNS上で話題になった。

## 沿革
- 1990年5月 - 坂本孝が、直営1号店を相模原市に開店。
- 1991年
  - 8月 - 神奈川県相模原市相模原に株式会社ザ・アール設立。
  - 10月 - 「BOOKOFF」の全国フランチャイズ展開開始。
  - 11月 - フランチャイズ加盟店1号店をオープン。
- 1992年6月 - ブックオフコーポレーション株式会社に商号変更。
- 1994年
  - 8月 - 神奈川県相模原市に商品の供給及び保管管理等の物流業務を行う相模原田名商品センターを開設。
  - 10月 - 中古CD・中古ビデオ・中古LDの仕入、販売を開始
  - 12月 - 100店舗展開。
- 1995年9月 - 一般社団法人日本フランチャイズチェーン協会 正会員。
- 1996年
  - 11月 - セミナーハウス（研修センター）開設。
  - 12月 - 200店舗展開。「ハードオフ」にフランチャイズ加盟し、家電製品・OA機器等の取扱を開始。
- 1997年
  - 6月 - 「100人の社長を育てる」構想により、株式会社ブックオフリパブリックを皮切りに、株式会社ブックオフファクトリー、株式会社ブックオフウェーブ、株式会社ブックオフエヴァの計4社が分社化される（現在はすべてブックオフコーポレーションの子会社化）。
  - 7月 - 実質の存続会社であるブックオフコーポレーション株式会社が、形式上の存続会社であるブックオフコーポレーション株式会社（旧：株式会社橘屋、旧：株式会社木暮保太商店）と合併[10]。
- 1998年
  - 4月 - 300店舗展開。
  - 5月 - 海外1号店（ハワイ店）をオープン。
  - 7月 - 本社を相模原市古淵に移転。
- 1999年
  - 3月 - 中古書店として日本最大（530坪）の町田中央通り店をオープン。
  - 4月 - 中古子供用品の仕入・販売を行う株式会社キッズグッズ（設立当社所有議決権比率45.0%、2000年6月株式会社ビーキッズに商号変更、2000年10月当社に当該事業を営業譲渡、2001年3月清算完了）を設立し、中古子供用品の取扱いを開始
  - 7月 - 400店舗展開。
  - 10月 - アメリカ合衆国でのブックオフ事業の展開を行うBOOKOFF U.S.A. INC.を設立
- 2000年
  - 1月9日 - 日本初の中古スポーツ用品店「B・SPORTS（ビースポーツ）」16号相模原由野台店をオープンし、中古スポーツ用品の取扱いを開始。
  - 4月
    - ニューヨーク店をオープン。
    - 中古アクセサリー等の取扱いを開始。
    - 中古婦人服の仕入・販売を行う株式会社ビースタイル（設立時当社所有議決権比率50.0%、2001年10月子会社化、2002年4月リサイクルプロデュース株式会社に商号変更、2005年7月にリユースプロデュース株式会社に商号変更、2002年10月に当社に吸収合併）を設立し、中古衣料の取扱いを開始。
    - 店舗の設計及び内外装工事等を行う株式会社ビー・オー・エム（設立当社所有議決権比率60.0%、2016年4月に当社に吸収合併）を設立

  - 5月 - 商店街活性化構想1号店、甲府桜町店オープン。500店舗展開。
  - 9月 - 「TSUTAYA」のフランチャイズ加盟店運営を行う株式会社ビープレゼントを設立（2003年4月ブックオフメディア株式会社に商号変更、2012年4月ブラスメディアコーポレーション株式会社に商号変更、2014年10月株式会社B&Hに商号変更、2015年7月当社に吸収合併）
  - 11月 - 旗艦店となる原宿店をオープン。
  - 12月 - 大型複合店「BOOKOFF中古劇場」→「スーパーバザー 多摩永山」）オープン。中古音楽・映像ソフト「CD OFF（シーディオフ）」1号店オープン。託児所「B-KIDS CLUB（ビーキッズクラブ）」開設。中古ゴルフ用品「GOLF DO（ゴルフドゥ）」加盟1号店オープン。
- 2001年
  - 1月 - インターネットでのオンライン中古書店を運営している株式会社イーブックオフ（現：リネットジャパングループ株式会社）に出資（出資時当社所有議決権比率26.3%、2003年3月子会社化、2004年1月持分法適用会社、2005年9月持分法適用会社から除外）
  - 8月 - ロサンゼルス店をオープン。
  - 9月 - 600店舗展開。食器等の中古雑貨の取扱いを開始。
- 2002年
  - 2月 - 商品、備品の供給及び保管管理を行うブックオフ物流株式会社（2014年4月当社に吸収合併）を設立
  - 10月 - 商品センター、サプライセンター部門を子会社のブックオフ物流株式会社へ営業譲渡。子供服部門の「ビーキッズ」やスポーツ部門の「ビースポーツ」などを、子会社であるリユースプロデュース株式会社へ承継。
- 2003年2月 - 700店舗展開。
- 2004年
  - 3月16日 - 東京証券取引所市場第二部に上場。
  - 4月 - フランス共和国でのブックオフ事業の展開を行うBOOKOFF FRANCE E.U.R.L.（2020年3月期に清算完了）を設立
- 2005年
  - 3月1日 - 東京証券取引所市場第一部指定。
  - 6月 - カナダでの「BOOKOFF」店舗の運営を行うBOOKOFF CANADA TRADING INC.（2012年10月BOC CANADA PROPERTY MANAGEMENT LTD.に商号変更、2015年2月清算完了）を設立
- 2006年
  - 11月 - 大韓民国での「BOOKOFF」店舗の運営を行うB.O.C. PRODUCE KOREA INC.（2011年3月BOOKOFF KOREA INC.に商号変更、2014年12月清算完了）を設立
- 2007年
  - 6月 - 子会社のリユースプロデュース株式会社にて中古玩具商材の取扱いを開始（2009年10月当社に当該事業を譲渡）
  - 6月 - フランチャイズ加盟店に什器を納入した丸善（現：丸善雄松堂）から合計7億4200万円のリベートを坂本孝が受け取っていたことが発覚したため引責辞任し、売上不正も見つかったことから橋本真由美が代表権を返上して会長となり、新社長に佐藤弘志が就いた[11]。また、坂本の法令順守意識の欠如やセクシャル・ハラスメント行為も報告され、謝罪した[12]。
  - 8月 - 子会社のブックオフオンライン株式会社がインターネット上のリユースショップ「BOOKOFF Online」運営開始。新品商品の取り扱いも始める[13]。
  - 9月 - 年間平均1億円前後の赤字店舗[広報 1] であった原宿店を閉店。旗艦店としてその役目を終える。フランス・パリにパリキャトーセプタンブル店開業[14]。
  - 10月1日 - Tポイントのサービス提供を開始。
  - 12月 - パリ2号店の不動産管理会社を取得し、SCI BOC FRANCE（2020年3月期に清算完了）に商号変更
- 2008年
  - 5月 - 関東最大級の秋葉原駅前店をオープン。単体での1日の売上高として最高の約1177万円を記録[15]。
  - 9月 - 株式会社ヤオコーより「TSUTAYA」店舗等を運営する株式会社ワイシーシーの株式譲受けにより、同社を子会社化（2010年4月子会社のブックオフメディア株式会社に吸収合併）。
  - 11月 - 洋販ブックサービス株式会社より「青山ブックセンター」「流水書房」を運営する新刊事業を譲受けし、運営会社として青山ブックセンター株式会社を設立（2012年4月子会社のブラスメディアコーポレーション株式会社に吸収合併）
- 2009年
  - 5月13日（決済は20日） - 筆頭株主であった2社のアント・DBJ投資事業有限責任組合[注 2]（14.52%、議決権で15.70%）と、Ant Global Partners Japan Strategic Fund I, L.P.[注 3]（14.52%、議決権で15.70%）が、保有する株式をすべて大日本印刷（0%→6.60%）とその子会社である丸善雄松堂（0.51%→6.09%）と図書館流通センター（0%→3.86%）に、さらに、講談社（0%→4.29%）、小学館（0%→4.29%）、集英社（0%→4.29%）に株式を譲渡し、大日本印刷株式会社が筆頭株主となった。
  - 8月 - フランス・パリのバスチーユにBOOKOFFパリファーブルサンタントワンヌ店開業[14]。
  - 9月 - 「BOOKOFF SUPER BAZAAR」の屋号として初の大型複合店「BOOKOFF SUPER BAZAAR 鎌倉大船」オープン
  - 11月 - 複合店として最大規模（1,451坪）である、「BOOKOFF SUPER BAZAAR カインズモール名古屋みなと」をオープン。複合店での1日の売上高として最高の1420万円を記録する[広報 2]。
- 2010年
  - 4月 - 子会社のリユースプロデュース株式会社を吸収合併。
  - 9月30日 - 契約期間満了に伴い、Tポイントサービスを終了。
  - 10月 - グループの障がい者雇用の促進を目的としてビーアシスト株式会社を設立（2010年12月厚生労働省より「障害者の雇用の促進等に関する法律」に基づく特例子会社として認定）
- 2011年
  - 4月13日 - 福岡県内の4店舗・鹿児島県内の2店舗でSUGOCAの利用が可能となった[注 4][広報 3]。その後、直営店を中心にJR系のIC乗車券を本格的に導入している。
  - 5月27日 - ハードオフコーポレーションが株式を7.06%取得し、筆頭株主となる。
  - 9月 - 社長の佐藤が退任し、専務の松下展千が代表取締役社長に就任[17]。
  - 12月 - 中古携帯電話の取扱いを開始[18]
- 2012年9月 - フジテレビKIDSと共同でプライベートブランド「Be絵本」の絵本を出版
- 2013年
  - 1月 - 当社フランチャイズ加盟店である株式会社ブックオフウィズの株式を一部譲り受けし、同社を子会社化
  - 4月 - 店舗型のビジネスに限定しないリユース業を運営する株式会社ハグオールを設立（2018年3月ブックオフオンライン株式会社に吸収合併）
- 2014年
  - 5月15日 - ヤフーと資本業務提携契約を締結。
  - 6月21日 - 第三者割当増資により、ヤフーが株式を13.73%（議決権では15.02%）取得し、筆頭株主及びその他の関係会社に異動[広報 4]。
  - 9月26日 - 「ヤフオク!」とコラボレーション店舗「ヤフOFF!フラッグシップストア 渋谷センター街店」をオープン[19]
  - 10月1日 - 「TSUTAYA」事業を運営会社の会社分割・株式譲渡により日本出版販売に譲渡（2014年10月に新設会社である株式会社ブラスメディアコーポレーションの株式の80%、2015年3月に20%を譲渡）[広報 5][広報 6]。
- 2015年
  - 1月 - モバイルサービスのブランド「スマOFF」の展開し、格安スマホの取り扱いを開始[20]
  - 3月15日 - 独自の会員カードサービスを全店で開始（2015年5月現在の発行枚数530万枚）。
  - 3月31日 - 子会社である株式会社B&Hが契約していたHARDOFF加盟契約を合意解約。これにより独自で家電製品のリユース業を開始。
  - 5月
    - 当社フランチャイズ加盟店である株式会社ブックレットの全株式を譲り受けし、同社を子会社化
    - 国内での「BOOKOFF」店舗の運営を目的として株式会社ブックオフ沖縄を設立

  - 7月1日 - 株式会社B&Hを吸収合併[広報 7]。
- 2016年
  - 1月18日 - 国内でのブックレビューコミュニティサイトの運営等を目的として株式会社ブクログの全株式をGMOペパボ株式会社から譲り受けし、同社を子会社化[21]
  - 4月1日 - 株式会社ビー・オー・エムを吸収合併。
  - 7月 - マレーシアでのリユース店舗の運営を目的として、株式会社コイケとKOIKE MALAYSIA SDN.BHD.との3社で締結された株主間契約に基づき、KOIKE MALAYSIA SDN.BHD.が設立したBOK MARKETING SDN.BHD.に出資し、同社を子会社化
  - 11月 - マレーシアで子会社BOK MARKETING SDN.BHD.がリユース店舗Jalan Jalan Japan OneCity店を運営開始
- 2017年
  - 3月 - 中古携帯端末の流通に関わる他企業7社とともに業界団体「リユースモバイル・ジャパン（RMJ）」を設立[22]。
  - 4月
    - 業績不振により、社長の松下展千が退き、取締役の堀内康隆が社長就任[23]。
    - 当社のフランチャイズ加盟店である株式会社マナスの全株式を譲り受けし、同社を子会社化
    - リユースプロデュース株式会社が、「BINGO（ビンゴ）自由が丘店」をオープン[24]
- 2018年
  - 9月26日 - 東京証券取引所市場第一部上場廃止。
  - 10月1日 - ブックオフコーポレーションの単独株式移転により、ブックオフグループホールディングス株式会社を設立。同時にブックオフコーポレーションに代わり、ブックオフグループホールディングスが東京証券取引所市場第一部に上場した[広報 8][広報 9]。
  - 11月12日 - ヤフー株式会社との資本提携を解消、自己株式取得によりヤフーは株主から離脱した[25]。
- 2019年
  - 1月
    - ブックオフコーポレーション株式会社が子会社ブックオフオンライン株式会社を吸収合併。
    - 国内での「BOOKOFF」店舗の運営を目的としてブックオフ南九州株式会社を設立

  - 4月 - ブックオフコーポレーション株式会社が子会社リユースコネクト株式会社を吸収合併
  - 9月 - ジュエリー専門店「aidect（アイデクト）」の運営会社株式会社ジュエリーア セット・マネジャーズとAidect Hong Kong Limitedの全株式をアント・キャピタル・パートナーズ株式会社が運営するアント・ブリッジ4号A投資事業有限責任組合から譲り受けし、同社を子会社化[26]
- 2020年6月 - 決算期を毎年3月31日から毎年5月31日に変更。
- 2021年11月 - トレーディングカード専門店「Japan TCG Center吉城寺駅北口店」を開店[27]、12月には店舗の運営を目的として株式会社BOチャンスを設立。
- 2022年
  - 4月 - 東京証券取引所の市場区分の見直しにより、東京証券取引所の市場第一部からプライム市場に移行
  - 6月 - ブックオフコーポレーション株式会社が株式会社ジュエリーア セット・マネジャーズを吸収合併
  - 8月2日 - トレカやゲームソフトなど遊べるアイテムを豊富に取り揃えた専門店「あそビバ イオンモール和歌山店」をオープン[28][29]
  - 9月19日 - 都内最大級の八王子mioにあった八王子みなみ野店が閉店され、フレスポ八王子みなみ野店内に買取センターが設置される。一角にあったハードオフ・ホビーオフは8月末に閉店済み。2025年に狭間駅前のイトーヨーカドー高尾店内にスーパーバザーを開店させている。
  - 10月 - グループ初となるカザフスタン共和国での出店（FC加盟店　Jalan Jalan Japan Zhetysu Semirechye店）
  - 12月10日 - 埼玉県最大級のスーパーバザー上尾店がP・A・P・A上尾ショッピングアヴェニュー内に出店。ハライチ岩井による開業イベントが催された。
- 2023年1月 - プレミアムライン専門サイト「rehello（リハロ）」をオープン[30]
- 2024年
  - 1月 - グループ初となるカザフスタン共和国での合弁会社J&K TRADING LLCを設立
  - 7月 - カザフスタン共和国で合弁会社J&K TRADING LLCがグループ初となる直営店出店（Jalan Jalan Japan Aksai店）[31]
- 2025年6月 - J&K TRADING LLCを現地合弁相手に譲渡

## 店舗・屋号

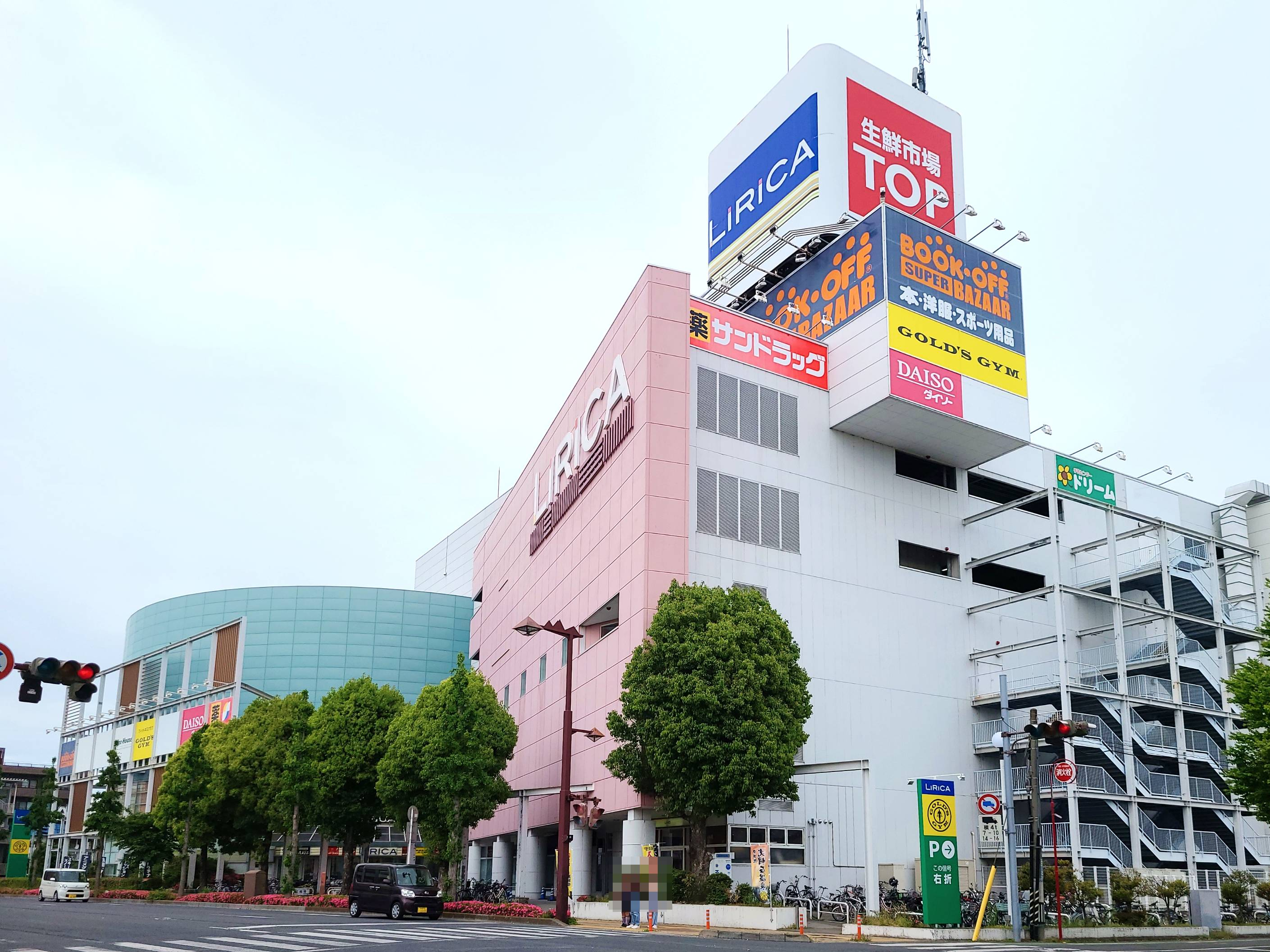
群馬県前橋市国領町にある商業施設・前橋リリカ（旧・前橋サティ）。日本のBOOKOFF店舗として最大の売場面積（約5851m2）をもつBOOKOFF SUPER BAZAAR 17号前橋リリカ店が入所する。

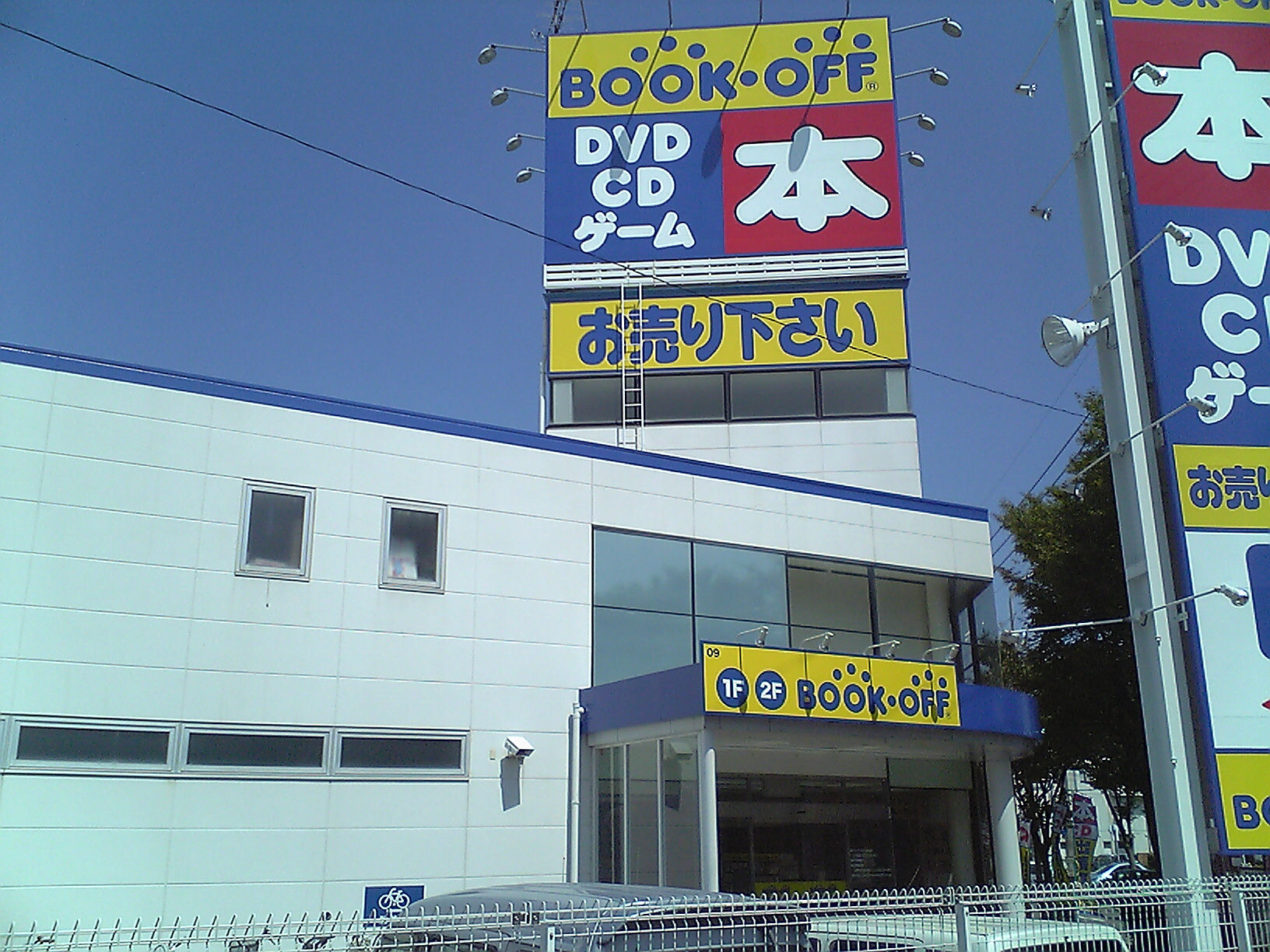
BOOKOFF福岡飯倉店（福岡市早良区）

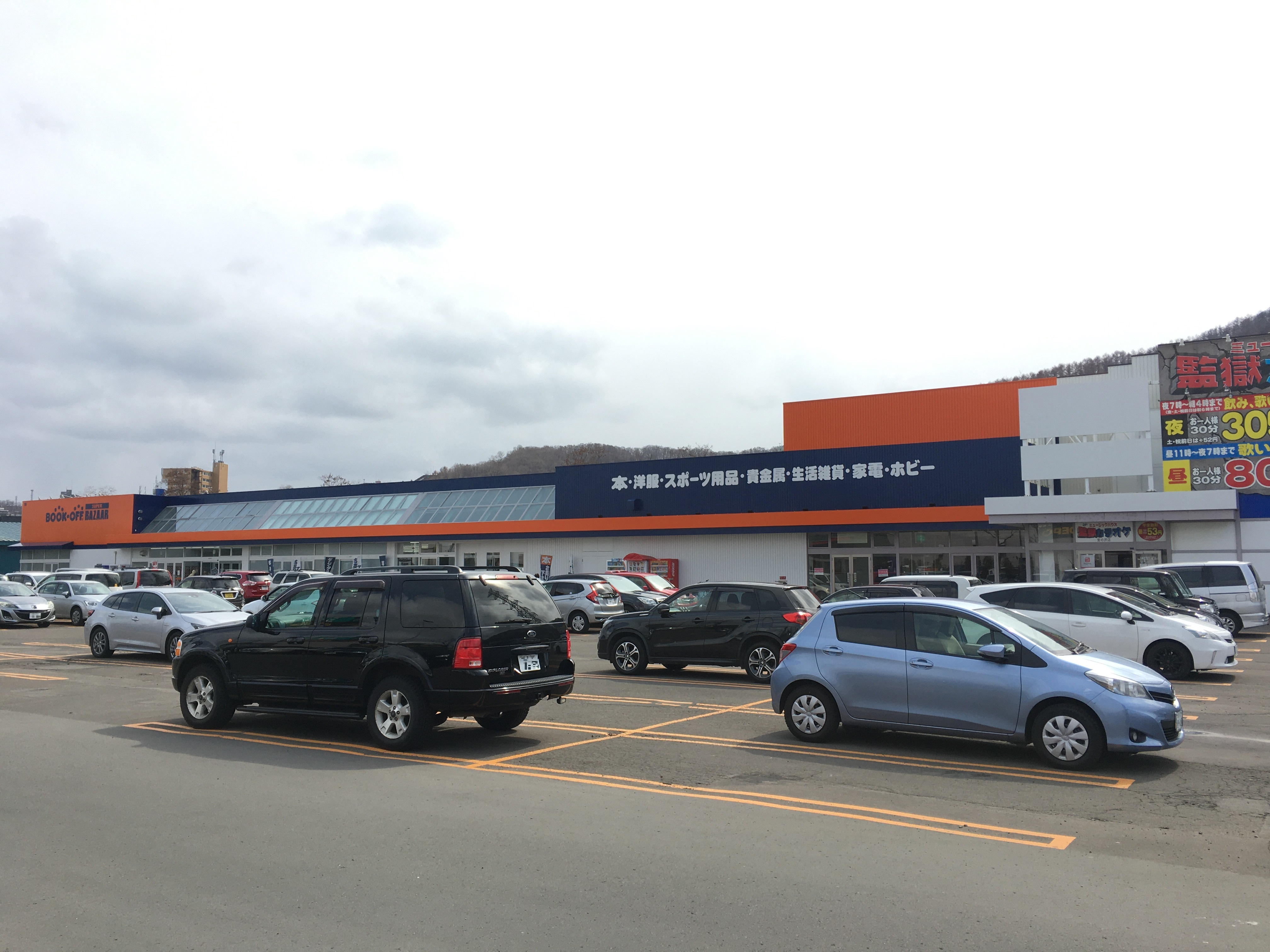
BOOKOFF SUPER BAZAAR 5号札幌宮の沢店（札幌市手稲区）

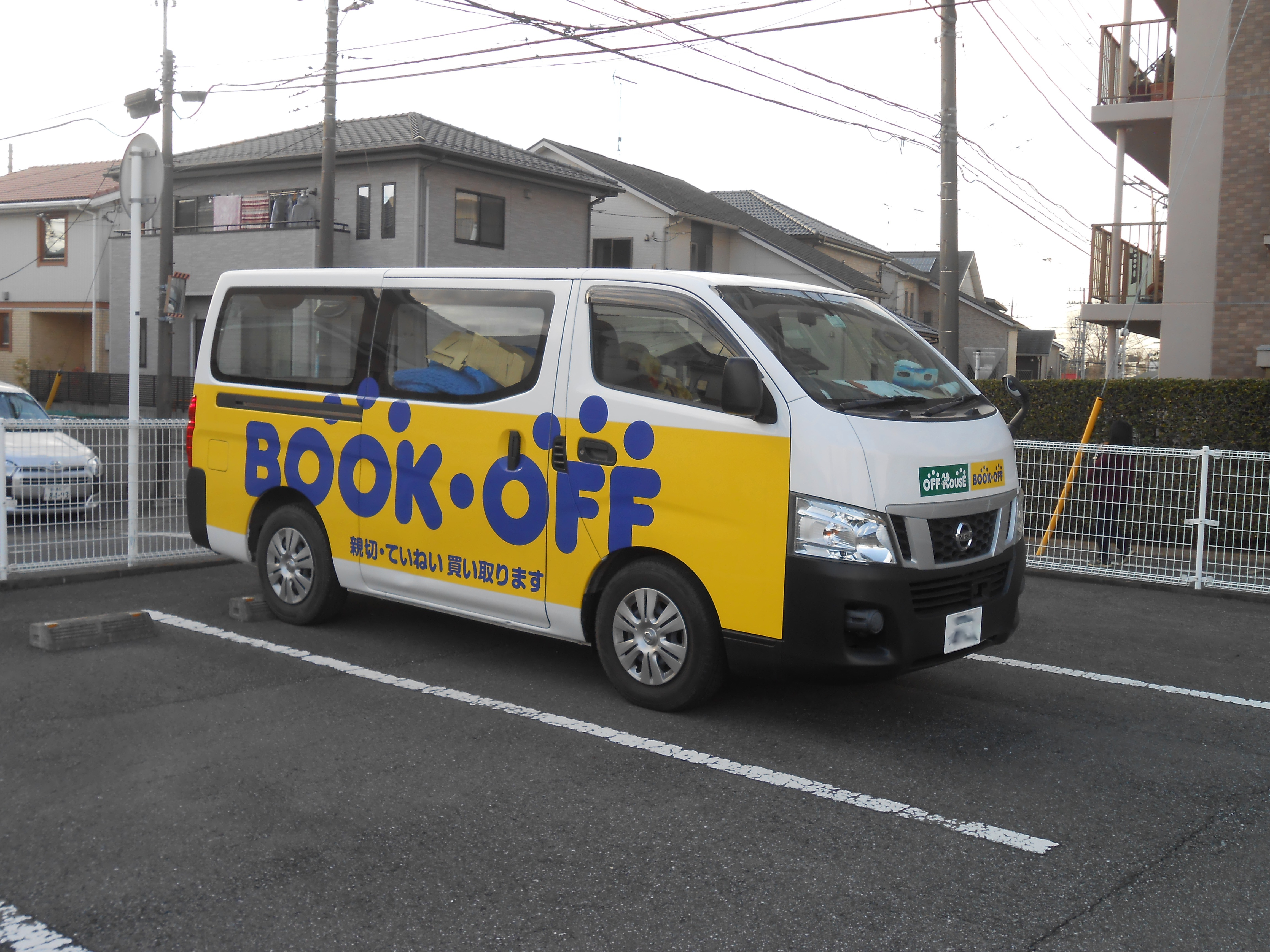
出張買取等に使用される車両。

日本全国に807店舗（2018年3月現在）。アメリカ合衆国、フランス、マレーシアにも事業展開し、ニューヨーク西45丁目店、ガーデナ店、ハワイアラモアナシロキヤ店、パリ・オペラ座店など海外店舗は2018年3月現在13店舗ある。かつてはカナダ・大韓民国にも出店していたが閉鎖した。自由が丘店のように、スーパーバザーから格下げされたり、中目黒店の様に買取センターになるケースもある。ハードオフ・ホビーオフとの共同店舗も多く、特に千葉県のハードオフファミリー運営店舗、岐阜県、ハードオフコーポレーション本社のある新潟県で多く見られる他、都内最大級の八王子みなみ野店はスーパーバザー(直営)の中にハードオフ・ホビーオフ(ゼロ・エミッション運営)が存在していた（2022年8月30日閉店、11月中旬にアリオ橋本から線路を挟んだ対面に東橋本店として移転。ブックオフも同年9月19日に閉店）。ブックオフ閉店後は隣接地で買取センターの営業。東戸塚駅や綱島駅、松戸駅、大森駅のようにスーパーバザーの近隣にブックオフまたはbingoが立地している所もある。

### 展開店舗
- BOOKOFF（ぶっくおふ） - 書籍・家電・CD・DVD・ビデオ・ゲーム・携帯電話の買取・販売
- ▲B・KIDS（びーきっず） - 子供服古着・ベビー用品・マタニティ用品の買取・販売
- ▲B・SPORTS（びーすぽーつ） - スポーツ用品・アウトドア用品の買取・販売
- ▲B・STYLE（びーすたいる） - 古着・小物の買取・販売
- ▲B・LIFE（びーらいふ） - 雑貨・インテリア・ギフト商品の買取・販売
- ▲B・Select（びーせれくと） - 中古貴金属・腕時計・アクセサリーの買取・販売
- ▲BOOKON（ぶっくおん） - ハードオフコーポレーションが運営する新刊書店。
- BOOKOFF SUPER BAZAAR（すーぱーばざー） - 「BOOKOFF」に様々な商材を複合させた大型パッケージ。「中古劇場」を2009年に名称変更。
- BOOKOFF PLUS（ぷらす） - 「BOOKOFF」にアパレルを複合させた中型パッケージ。
- BINGO(びんご) - アパレルや装飾品関連が中心
- Benry(べんりー) - ベンリーコーポレーションと提携している。ハウスクリーニング・リフォーム、引越、害虫駆除、家事代行、不用品整理などが主。2020年9月23日にスーパーバザー綱島樽町店内に併設開店、直営。[34]
- あそビバ - ホビーやトレカなどに特化した店舗で、本は扱わない。現在はイオンモール和歌山、堺北花田、各務原内に出店。
- Japan TCG Center - トレカ専門店、吉城寺駅北口店を1号店に2024年時点で4店営業。
- hugall（はぐおーる） - 富裕層をメインターゲットした百貨店内買取サービス
- aidect（あいでくと） - ジュエリーのリフォーム・修理・買取・サステナブルジュエリーの販売
- 青山ブックセンター - 新刊書店。六本木・青山などの一等地に出店。ファッション・広告・建築・音楽の分野を得意とする。
- 流水書房 - 「BOOKOFF」に併設された新刊書店。

※▲は現在直営店では使用していない。

### インターネット店舗
ブックオフのインターネット店舗としては、2007年運営開始のブックオフオンライン（ブックオフコーポレーション100%出資）がある。
ブックオフオンライン創業前に、ブックオフコーポレーションの起業家支援制度によって独立した黒田武志が創業した会社・イーブックオフ（その後商号を「ネットオフ」→「リネットジャパン」に変更）が同種の営業を営んでいたが、カルチュア・コンビニエンス・クラブとの資本提携・社名変更などを経てブックオフからの独立を果たしている。
またブックオフZEROというゼロエミッションが運営しているブックオフ八王子大和田店のamazonショップがある

### 特徴ある店舗

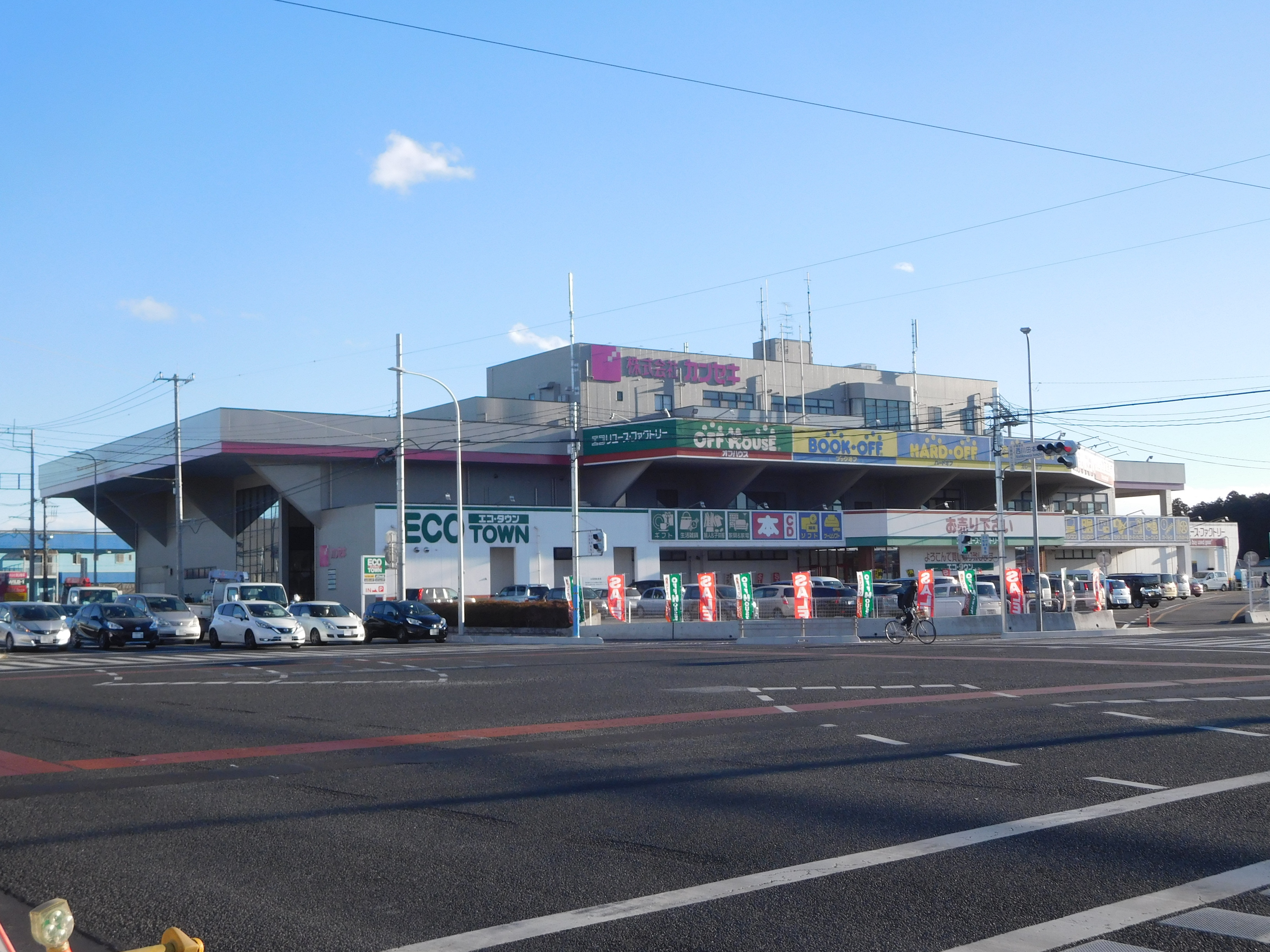
宇都宮西川田店
(カンセキ本社併設)

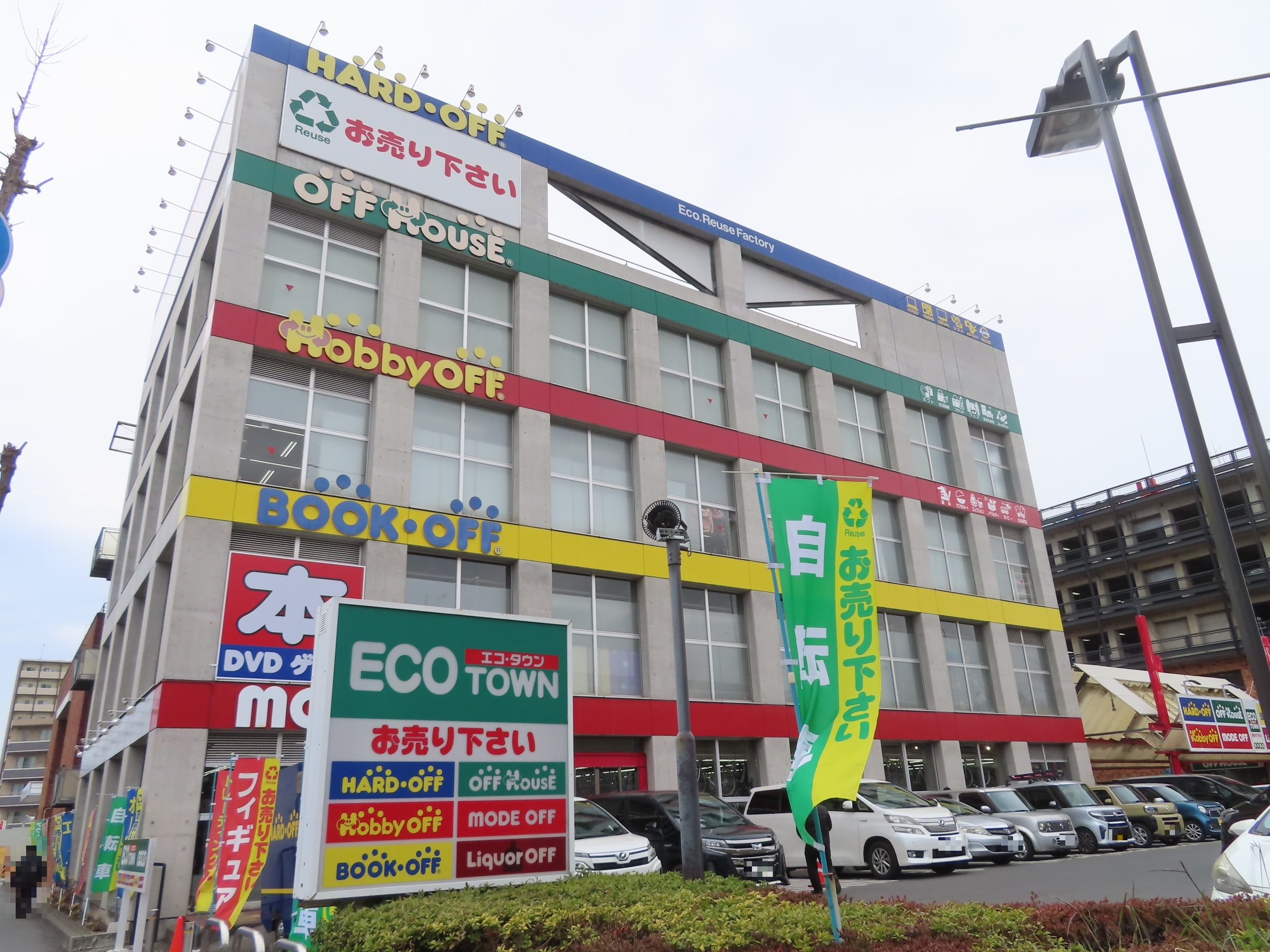
6つの屋号が入居する八王子大和田店
(ゼロエミッション本社併設)

- 八戸湊高台店はシルバニアファミリーのドールハウスを彷彿させる外見をしている[36]。
- 2022年に老朽化により閉店した富山山室店は「悪の研究所」と言われている[37]。
- 上田原店は元スーパーでジェットコースターを彷彿させるアーチがある。
- 新所沢店は黄色の壁に青の瓦屋根で日本家屋風
- 山梨双葉響ヶ丘店は味噌樽風
- 荻窪駅北口店と名古屋豊国通店は煙突のような長い縦看板が特徴
- 豊田下林店は三角定規のように尖っている。豊田市の景観計画に準拠して、看板は青色基調にオレンジ文字が特徴。これは元アルペンの居抜きでステーキハンバーグのけん同様、三角看板をそのまま流用したため。
- 宇都宮西川田店は以前は企業の研修センターでガンダムの航空母艦・戦艦をイメージして作られた。ヌマニウコーポレーション他、複数社のリサイクル・中古屋が入居するエコタウンとなっている[38]。カンセキ本社併設。
- 武蔵小山は巨大な黄色のよむよむ君だったのが2020年のリニューアル改修時に小さいオレンジのよむよむ君になってしまった。
- 函館本通店はよむよむ君が目立つ
- ビッグモーター本社に隣接するスーパーバザー多摩永山店は無料送迎バスが運行されている。
- 空中店舗の川崎モアーズ店(スーパーバザー)は目立たない場所ながら全国売上2位[39]。川崎港町、多摩川大橋、大森、綱島、センター北と、多数のスーパーバザーが近隣に集中している地域でもある。
- 八王子大和田店はガレージオフを除く全ての屋号が一堂に集結した店舗で運営会社のゼロエミッション本社も併設している。
- 諫早店は九州最大級の店舗でブックオフとホビーオフはHOF、ハードオフとオフハウスは浜電気の共同運営店。

### 運営会社
◼︎はハードオフも運営してる会社

#### フランチャイズ
基本的にハードオフ・ホビーオフ・オフハウス・ガレージオフなどと併設複合店舗が中心。スーパーバザーや＋は直営店のみ。
- ◼︎ハードオフコーポレーション(新発田市)
新潟県を中心にイオンモールマリンピアなどで展開。
- ◼︎ハードオフファミリー（白井市）[40]
千葉県、茨城県・東京都江戸川区や長崎県（長崎葉山・諫早・東長崎）に出店。一部単独店舗やブックオンも運営している。
HOF店舗一覧
- ◼︎ヌマニウ（下野市）
栃木県・群馬県の北関東中心に、16号庄和や千葉ニュータウンも運営。
宇都宮西川田店はカンセキとの複合運営。
ヌマニウ運営店舗一覧
- ◼︎ゼロエミッション（八王子市）
八王子大和田店のみだが主核店舗・本社併設。かつては八王子みなみ野店はスーパーバザー内にハードオフ・ホビーオフを併設していた複合運営店舗。
ゼロエミッション店舗検索
- ◼︎エコノス
北海道中心
エコノス運営店舗
- ◼︎タケベ無線(鯖江市)
福井県に出店
タケベ無線運営店舗
- ワットマン
神奈川県中心。単独店舗のみ
- ◼︎アダチムセン
愛知県・岐阜県
- ◼︎ありがとうサービス
長崎県と佐賀県を除く九州・沖縄県・愛媛県・山口県に出店。
モスバーガーやペッパーランチなどの飲食店FCや温泉旅館なども徳島県を除く四国・九州地方で運営。

などがある。

## 不祥事・問題点

### 売上水増し及び坂本CEOへの個人リベート問題・社員へのセクハラ問題
2007年5月9日に、週刊文春に掲載された記事を発端として、子会社を通しての不適切な売上水増し（粉飾決算）問題と坂本孝CEOのリベート問題が発覚した。その後、ブックオフは調査委員会を設置し内部調査を開始。そして、2004年12月と2006年2月の2回にわたって、合計2206万円の不適切な売り上げ計上の水増しがあったことを発表し、また坂本代表取締役会長兼CEOについては、1993年5月から2001年5月までの8年間に、丸善から約7億4200万円の個人リベートを受け取っていたことを発表。坂本CEOは、当初この半分を自主的にブックオフに返還する意向を示していたが、後日、全額を返還すると訂正した。同年6月23日に坂本CEOは引責辞任し、橋本COOは代表権のない取締役会長に異動、新社長には執行役員企業戦略担当で戦略部門長の佐藤弘志が就任した。
また、その後、坂本によるセクハラ問題も浮上し、同年7月25日の調査委員会の報告により、セクハラ行為があったことが判明した。坂本本人も、セクシャル・ハラスメント、パワー・ハラスメント行為、コンプライアンス意識が低い言動があったことを認めた。

### 店舗における架空買い取り・現金の不正取得問題
2024年6月26日、子会社等が運営するブックオフの複数店舗において、従業員による内引き・0円買取・架空買取、在庫の不適切な計上及びこれらによる現金の不正取得の疑いがある事が発覚した。これを受け会社側は、特別調査委員会の設置並びに7月16日に予定していた24年5月期の決算発表を延期すると発表した。また、今後国内外全ての店舗において臨時の棚卸し（それに伴い一部店舗では臨時休業）を予定している。これらの影響で、株価が大幅反落した。8月6日、国内の24店舗で不正が行われていたと発表。売り上げの偽装なども判明し、在庫を不適切に計上した額は少なくとも計7千万円に上る。アルバイト店員にできる芸当ではなく、統括マネージャーなどの管理職社員の関与が疑われており、10月の閉店となったは4店簿はクロ店舗と判断されたのではないかと言われている。
その中でもエコノスは半分近くの3200万円相当の被害が発覚し、該当店長は2024年6月9日の内部調査中に逃走し失踪。同月26日付で当該店舗の運営会社が調査報告書を公表。親族によって捜索願が出された。

## グループ会社
2025年1月時点。
- ブックオフコーポレーション株式会社
- 株式会社ブックレット
- 株式会社ブックオフウィズ
- 株式会社ブックオフ沖縄
- 株式会社マナス
- 株式会社ブックオフ南九州
- 株式会社ブックオフ北海道
- 株式会社BOチャンス - 「Japan TCG Center」店舗の運営等
- ビーアシスト株式会社
- 株式会社ブクログ
- BOOKOFF U.S.A. INC.
- BOOKOFF NEW YORK LLC - アニメグッズ販売専門店の運営等
- BOK MARKETING SDN.BHD. - 「Jalan Jalan Japan」店舗の運営等

## テレビ番組
- 日経スペシャル ガイアの夜明け ニッポン式 世界に挑む（2005年12月27日、テレビ東京）[48]。- 海外展開を取材。
- がっちりマンデー!!（2013年2月3日、TBSテレビ）- 同社の特集が組まれ、松下社長もスタジオ出演した[49]。
- 日経スペシャル カンブリア宮殿 中古本から総合リユース店への大転換“従業員を活かす経営術”（2023年3月2日、テレビ東京）- ブックオフグループホールディングス社長 堀内康隆出演[50][51]。